# بيغي زينة
بيغي زينة (باليونانية: Πέγκυ Ζήνα)‏ هي مغنية وموسيقية يونانية، ولدت في 8 مارس 1975 في أثينا في اليونان.

## وصلات خارجية
- الموقع الرسمي
- بيغي زينة على موقع IMDb (الإنجليزية)
- بيغي زينة على موقع ميوزك برينز (الإنجليزية)
- بيغي زينة على موقع ديسكوغز (الإنجليزية)
- بيغي زينة على موقع كينوبويسك (الروسية)